# SMS Württemberg (1917)
SMS „Württemberg” – niemiecki pancernik typu Bayern z okresu I wojny światowej. Został zwodowany, ale nie został ukończony i włączony do służby w Kaiserliche Marine. Nazwa pochodzi od Królestwa Wirtembergia (ten pancernik był drugim okrętem noszącym tę nazwę w niemieckiej flocie).
„Württemberg” został zaprojektowany jako czwarty (ostatni) okręt typu Bayern i 45 pancernik Niemieckiej Marynarki. Był ostatnim pancernikiem zwodowanym przez Niemcy przed ich przegraną w czasie I wojny światowej. „Württemberg” jako jeden z dwóch pancerników typu Bayern miał być wyposażony w dodatkowe silniki Diesla, które miały mu pozwalać na operowanie na Północnym Atlantyku. Stępkę okrętu położono 4 stycznia 1915 roku. Wodowanie okrętu w stoczni AG Vulcan Hamburg odbyło się 20 czerwca 1917. Budowa okrętu została przerwana, gdy do ukończenia prac zostało około 12 miesięcy. Nieukończony okręt złomowano w 1921 roku.

## Dane techniczne
- Maszyny o mocy: 48 000 koni parowych (trzy turbiny systemu Parsonsa(inne języki) poruszające trzy wały napędowe)
- Opancerzenie:
  - pas boczny i wieże działowe 350 mm
  - mostek 400 mm
  - pokład 30 mm